# Gornji Rinj
Gornji Rinj (en serbe cyrillique : Горњи Рињ) est un village de Serbie situé dans la municipalité de Bela Palanka, district de Pirot. Au recensement de 2011, il ne comptait aucun habitant.

## Démographie
| 1948 | 1953 | 1961 | 1971 | 1981 | 1991 | 2002 | 2011 |
| ---- | ---- | ---- | ---- | ---- | ---- | ---- | ---- |
| 429  | 413  | 282  | 148  | 44   | 21   | 10   | 0    |

|  |